# Trygve Torjussen
Trygve Torjussen (Drammen, Noruega, 14 de novembre, 1885 - [...?], 12 de febrer, 1977) fou un músic noruec.
Va estudiar a Stuttgart i Roma i es va assenyalar com un compositor adepte a l'escola nacionalista, havent cultivat amb gran afecte el cant i les danses populars del seu país. Fou professor de piano en el Conservatori de la llavors Cristiania (avui Oslo) i va publicar forces obres per a piano d'un marcat caràcter líric. Les seves obres més conegude són Norwegian Songs and Dances, Op.16 i Norwegian Suite, Op.3.